# Католицька церква в Сінгапурі
Като́лицька це́рква в Сінгапу́рі — друга християнська конфесія Сінгапуру. Складова всесвітньої Католицької церкви, яку очолює на Землі римський папа. Керується конференцією єпископів. Станом на 2004 рік у країні нараховувалося близько 162 000 католиків (3,87% від усього населення). Існувало 1 діоцезій, які об'єднували 30 церковних парафій.  Кількість  священиків — 137 (з них представники секулярного духовенства — 70, члени чернечих організацій — 67), постійних дияконів — 0, монахів — 132, монахинь — 202.
З 2013 року Архідіоцезією Сінгапуру керує архієпископ Вільям Го Сенг Чіє (англ. William Goh Seng Chye, кит.: 吳成才). До складу архідіоцезії входить 33 церкви.
20-21 листопада 1986 року відбувся перший і допоки єдиний апостольський візит Папи Римського Івана Павла II до Сінгапуру.